# Nestbach
Der Nestbach (früher die  Nesebach, auch die Nestbach,  polnisch Unieść) ist ein etwa 29  Kilometer langer Küstenfluss in der polnischen Woiwodschaft Westpommern, der in den  mit der Ostsee verbundenen Jamunder See mündet.

## Verlauf
|  |

Das gesamte Flussbett des Nestbachs vom Quellgebiet bis hin zur Einmündung in den mit der Ostsee verbundenen Jamunder See (Jamno)  befindet sich in Hinterpommern. Das Einzugsgebiet des Nestbachs ist etwa 230 km² groß.
Der Nestbach entspringt südöstlich von Köslin in den bei dem Dorf Seidel  liegenden Seidelschen Bergen, fließt östlich des Gollenbergs in nordwestlicher Richtung vorbei  und mündet südwestlich des Dorfs Wusseken  (poln. Osieki)  in den Jamunder See, der über den fließenden Kanal Deep mit der Ostsee verbunden ist.

## Geschichte
Der Nestbach diente seit dem Mittelalter des Öfteren als Grenzfluss. Beispielsweise bildete er um 1309 von der Quelle bis zur Einmündung ins Meer die Ostgrenze des 1248 bischöflich gewordenen Landes Kolberg.